# Волфганг Максимилиан фон Ауершперг
Волфганг Максимилиан фон Ауершперг (на немски: Wolfgang Maximilian Graf von Auersperg; * 16 юни 1633; † 12 ноември 1705) е австрийски граф от род Ауершперг.

## Произход
Той е най-малкият син на фрайхер Волфганг Вайкхарт фон Ауершперг (1583 – 1665) и съпругата му фрайин Анна Зецима де Зецимова-Аусти от Усти († 1664), дъщеря на Ян/Йохан Зецима де Зецимова-Аусти († 1617) и Сибила Пенцик фон Пентцинг.
Волфганг Максимилиан и брат му Карл Вайкхард фон Ауершперг (1630 – 1685) са издигнати на графове на 15 юли 1673 г.

## Фамилия
Волфганг Максимилиан фон Ауершперг се жени 1670 г. за фрайин Сузана Елизабет фон Полхайм (* 4 януари 1647; † 1716). Те имат 13 деца:
- Йохан Матиас (1671 – 1671)
- Волфганг Фердинанд (* 23 януари 1672; † 11 ноември 1711), женен на 20 януари 1697 г. за на 12 март 1705 г. Анна Маргарета фон Цинцендорф (* 1676; † 17 март 1747)
- Регина (*/† 1673)
- Мария Бенигна (1674 – 1674)
- Анна Емеренция София (* 25 октомври 1676; † 25 септември 1747, Кирхберг), омъжена 1703 г. за първия ѝ братовчед граф Волфганг Енгелберт фон Ауершперг (1664 – 1723), син на чичо ѝ Карл Вайкхард фон Ауершперг
- Регина Юстина/София (* 22 декември 1676; † 11 юли 1749), омъжена I. 1700 г. за фрайхер Давид Кресер († 1704), II. на 12 март 1705 г. за граф Филип Фридрих фон Волфщайн (* 7 май 1674; † 1 октомври 1716, Виена), III. на 2 ноември 1722 г. за граф Кристиан фон Вид-Рункел (* 15 октомври 1687; † 24/28 май 1754)
- Волфганг Еренрайх (1680 – 1728)
- Волфганг Августин (* 19 октомври 1677; † 18 април 1756), женен I. 1706 г. за графиня Мария Елеонора фон Корнфайл-Вайнфелден (* 1687; † 22 юни 1717), II. 1718 г. за фрайин Мария Йохана фон Хааген († 1746)
- Волфганг Еренрайх (1680 – 1728)
- Анна Кристина (* 15 юли 1682; † 22 февруари 1735), омъжена на 14 август 1712 г. за фрайхер Кристоф Еренрайх фон Виндиш-Грец († 12 февруари 1732)
- Волфганг Еберхард (*/† 1685)
- Мария Магдалена (1688 – 1721)
- Волфганг Готфрид (1689 – 1747), женен I. 1714 г. за графиня Естер Елизабет фон Рогендорф-Гунтерсдорф (1671 – 1733), II. 1735 г. за графиня Франциска фон Корнфайл